# 카렐인

카렐인의 비공식 민족기

카렐인(카렐어: karjalaižet 카리알라이제트, 핀란드어: Karjalaiset 카리알라이세트[*], 러시아어: Каре́лы 카렐리[*]) 또는 카렐리아인(영어: Karelians)은 핀우그리아어파 언어인 카렐어를 쓰는 민족으로 오늘날 러시아의 카렐리야 공화국과 핀란드 동부에 약 7만 5천명이 살고 있다.

## 역사
기원전 4000년경 같은 계통의 여러 민족과 함께 볼가 중류 지방에서 핀란드 ·카렐리야 ·발트지역에 이르고, 7세기 무렵에 현재의 카리알라에 정착하였다. 12세기 핀란드가 스웨덴에, 카리알라가 루스의 노브고로드 공국에 점령되어, 이후 카리알라는 양국 사이 분쟁의 땅이 되었다.
1323년 ‘페헤키네사리 화의’에 따라 카리알라의 땅은 동카리알라와 서카리알라로 갈라졌으나, 1721년 대북방 전쟁의 종식과 함께 체결된 뉘스타드 조약에 따라 양쪽 땅이 다 같이 러시아령이 되었다. 1811년에는 서카리알라가 러시아 제국의 핀란드 대공국에 속하게 되었다. 러시아 혁명과 핀란드 독립 때의 내전에서 제2차 세계 대전에 이르는 엄청난 유혈을 거쳐 현재 카리알라 땅의 거의 대부분은 러시아 연방의 1개 공화국을 형성하고 있다.

## 언어
카리알라어는 핀란드어와 밀접한 관계를 가지고 있고 핀란드의 언어학자들은 핀란드어의 방언으로 간주한다. 하지만 동카리알라에서 쓰이는 카리알라어는 독립된 언어로 인정된다. 핀란드의 남카리알라 지역에서 쓰이는 언어는 핀란드어의 동남부 방언의 하나로 여겨지며 제2차 세계 대전 이전 카렐리야 지협에서 쓰이던 언어와 잉그리아어도 이 방언에 포함된다고 본다.

## 종교
카리알라인의 절대다수(특히 러시아령 동카리알라에서)는 러시아 정교 신자이다. 핀란드에 거주하는 카리알라인들의 일부는 핀란드 정교에 속하지만 거의 대부분은 루터교에 속한다.

## 문화
카리알라의 문화와 언어는 핀란드의 민족주의 운동인 펜노만 운동에 큰 영향을 끼쳤다. 동카리알라와 핀란드의 통일 문제는 20세기 내내 핀란드에서 중요한 정치적 문제였다.

## 같이 보기
- 사미인
- 콜라노르웨이인
- 토르네달리아인
- 잉그리아인
- 스웨덴계 핀란드인
- 핀란드계 스웨덴인
- 크벤인